# بونارادو
بونارادو (به ایتالیایی: Bonarcado) یک کومونه در ایتالیا است که در استان اریستانو واقع شده‌است.

## خصوصیات
بونارادو ۲۸٫۶ کیلومترمربع مساحت و ۱٬۶۴۶ نفر جمعیت دارد و ۲۸۴ متر بالاتر از سطح دریا واقع شده‌است.